# Kōnan (Shiga)
Pour les articles homonymes, voir Konan.
Kōnan (甲南町, Kōnan-chō) était un bourg japonais du district de Kōka, dans la préfecture de Shiga. Il a fusionné en 2004 avec les bourgs de Kōka, Shigaraki, Minakuchi et Tsuchiyama pour former la ville de Kōka.

## Résidence du ninjutsu Kōgaryū
La résidence du ninjutsu Kōgaryū (甲賀流忍術屋敷, Kōgaryū Ninjutsu Yashiki) est une ancienne maison de samouraï construite il y a trois-cents ans environ. Si l'allure extérieure générale est celle d'une maison ordinaire de plain-pied avec un toit assez pointu, c'est en réalité un édifice de trois étages au plan complexe. De nombreuses portes dérobées et trappes cachées ont été installées en cas d'invasion ennemie.
Un musée consacré à l'art de vivre et aux techniques martiales des ninjas y est installé.